# Абдаллах Ламрані
Абдаллах Ламрані (араб. عبد الله العمراني, нар. 1946 — пом. 14 квітня 2019, Рабат) — марокканський футболіст, що грав на позиції захисника.
Виступав за клуб ФАР (Рабат), а також національну збірну Марокко, у складі якої був учасником чемпіонату світу, Африки та Олімпійських ігор.

## Кар'єра
У дорослому футболі дебютував виступами за команду ФАР (Рабат), кольори якої і захищав протягом усієї своєї кар'єри гравця.
8 березня 1964 року дебютував в офіційних матчах у складі національної збірної Марокко в матчі відбору на Олімпіаду-1964 проти Нігерії (4:1).
У складі збірної був учасником чемпіонату світу 1970 року у Мексиці, де Марокко посіло останнє місце в групі, а Ламрані взяв участь у двох матчах — проти Перу і ФРН.
1972 року Аллаль взяв участь спочатку у Кубку африканських націй в Камеруні, де зіграв у всіх трьох матчах, а команда не подолала груповий етап, а потім і в літніх Олімпійських іграх 1972 року, де теж був основним гравцем, зігравши у 5 з 6 ігор своєї команди
Загалом протягом кар'єри у національній команді, яка тривала 9 років, провів у її формі 44 матчі.
Помер 14 квітня 2019 року на 74-му році життя у місті Рабат.